# Lilli Hornig
Lilli Hornig, születési nevén Lilli Schwenk (Ústí nad Labem, Csehszlovákia, 1921. március 22. – Providence, Rhode Island, 2017. november 17.) cseh-amerikai tudós, aki többek között a Manhattan terven dolgozott, s ezen kívül feminista aktivista volt.

## Életpályája
1929-től Berlinben élt, majd 1933-ban a nácik elől menekülő édesapját követve édesanyjával Amerikába költözött. 1942-ben a Bryn Mawr College-on alapdiplomát, 1950-ben a Harvardon doktori fokozatot szerzett.
1943-ban hozzáment Donald Hornighoz, akivel hamarosan Los Alamosba költözött, ahol a férje munkát kapott. Lillinek először egy gépírói vizsgát kellett letennie, majd miután kiderültek természettudományi ismeretei, a plutónium kémiai tulajdonságaival foglalkozó csoportban kapott állást a Manhattan terv keretein belül. Később úgy döntöttek, hogy ez az osztály nők részére túl veszélyes, így könnyen gyulladó lencsékkel kezdett el foglalkozni. Eközben támogatott egy olyan petíciót, mely azt kérte, az első atombombát egy lakatlan sziget felett robbantsák fel.
Hornig később a Brown University kémiaprofesszora és a washingtoni Trinity College kémia tanszék vezetője lett. Johnson elnök egy alakulat tagjaként Dél-Koreába küldte, ahol a elkezdték megalapítani a koreai Tudományos és Műszaki Intézetet.
Feministaként ő volt a Sheila Tobias szervezte és a New England-I Főiskolás és Egyetemista Nők Félelmeivel foglalkozó bizottság felügyelete alatt létrejött HERS (Higher Education Resource Services) alapító vezetője. Hornig ezen kívül a National Science Foundation, a National Cancer Institute, és az American Association for the Advancement of Science esélyegyenlőségi bizottságaiban is dolgozott. Kutatóként a Harvardon működő, a nők esélyegyenlőségével foglalkozó bizottság elnöki pozícióját töltötte be, s ezalatt a nők természettudományos oktatásban és az ezen a pályán elérhető karrierlehetőségeiről publikált tanulmányokat. Három könyvet írt, melyek a: Climbing the Academic Ladder: Doctoral Women Scientists in Academe, az Equal Rites, Unequal Outcomes: Women in American Research Universities, és a Women Scientists in Industry and Government: How Much Progress in the 1970's. címeken jelentek meg.
Richard Willstätter memoárját ő fordította le németről angolra.